# سدیم تترافنیل‌بورات
سدیم تترافنیل‌بورات (به انگلیسی: Sodium tetraphenylborate) با فرمول شیمیایی (C۶H۵)۴BNa یک ترکیب شیمیایی با شناسه پاب‌کم ۲۷۲۳۷۸۷ است؛ که جرم مولی آن ۳۴۲٫۲۲ g/mol می‌باشد. شکل ظاهری این ترکیب، جامد سفید است.